# Морський бій 26 квітня 1944 року
Морський бій 26 квітня 1944 року (англ. Action of 26 April 1944) — морський бій, що стався в рамках операції «Тунель» — прочісування есмінцями союзників узбережжя Бретані в рамках підготовки до операції «Оверлорд». У ніч з 25 на 26 квітня 1944 року крейсер класу «Дідо» «Блек Прінс» та есмінці класу «Трайбл» «Ашанті», «Атабаскан», «Хайда» і «Гурон» здійснювали зачистку узбережжя від ворожої присутності. Вони атакували міноносці класу «Ельбінг» T24, T27 і T29 біля острова Батц.

## Історія
У ніч з 21 на 22 квітня 1944 року 4-та флотилія Крігсмаріне, яка складалася з міноносців T24, T27 і T29, вийшла з Шербура до Сен-Мало на патрулювання та постановку мінних полів. В ніч з 25 на 26 квітня, після встановлення мінного поля поблизу островів Сет-Іль на північному узбережжі Бретані, німецька флотилія наразилася на флотське угруповання союзників, що складалося з легкого крейсера «Блек Прінс» та есмінців «Ашанті», «Атабаскан», «Хаїда» та «Гурон», що діяли неподалік від Іль-де-Ба. Німецька берегова артилерія безрезультатно обстріляла кораблі союзників, і командир флотилії корветтен-капітан Франц Колауф попрямував на захід у пошуках кораблів союзників, але о 02:07 радар «Блек Прінса» першим помітив німців на відстані 21 000 ярдів (19 000 м). Невдовзі німці також виявили кораблі союзників і змінили курс. Британські та канадські кораблі були швидшими за німецькі міноносці та до 02:20 скоротили дистанцію до 13 000 ярдів (12 000 м), коли «Блек Прінс» почав стріляти освітлювальними снарядами. Есмінці з відстані 9000 ярдів (8200 м) вели вогонь по T24 і T27, незабаром і крейсер «Блек Прінс» відкрив вогонь, доки одна з його передніх башт не заклинила. Вогонь союзників був точним, і о 02:31 один снаряд уразив T27, унаслідок чого, той знизив швидкість до 12 вузлів (22 км/год); Колауф наказав кораблю відходити до затоки Морле, і союзники втратили його радіолокаційне відображення серед скель затоки. T24 безрезультатно вистрілив із кормових торпедних апаратів у своїх переслідувачів, а потім у нього влучили два снаряди в надбудову, що викликало пожежу, яку швидко загасили. О 02:54 він безрезультатно випустив торпеди, що залишилися, і приблизно в той самий час снаряд вивів з ладу кермо T29. «Ашанті» та «Гурон» зосередилися на T29, тоді як «Хайда» та «Атабаскан» продовжували переслідування T24. Але T24 встиг прорватися до Сен-Мало, а канадські есмінці повернулися, щоб допомогти потопити T29.
О 04:20 кораблі союзників артилерійським вогнем потопили T29, при цьому загинуло 137 членів екіпажу. Пізніше патрульний катер врятував 73 чоловіки, які перебували у воді.